# (7236) 1987 PA
1987 بي أي (ويعرف أيضًا باسم (7236) 1987 بي أي وفق تسمية الكوكب الصغير) (بالإنجليزية: 1987 PA)‏ هو كويكب ضمن حزام الكويكبات؛ وترتيبه 7236 من حيث الاكتشاف.
اكتُشف هذا الجُرم الفلكي بواسطة Jeffrey L. Phinney ‏ في 1 أغسطس 1987.

## وصلات خارجية
- (7236) 1987 PA في قاعدة بيانات مختبر الدفع النفاث لأجرام النظام الشمسي الصغيرة

- الاكتشاف · مخطط المدار ·  العناصر المدارية · المعلمات المادية

- (7236) 1987 PA على موقع ويكي سكاي: DSS2, SDSS, GALEX, IRAS, Hydrogen α, X-Ray, Astrophoto, Sky Map, Articles and images